# フロスツゥー
株式会社フロスツゥー（flos two）は、日本の芸能事務所、モデルエージェンシー。

## 概要
2008年（平成20年）に有限会社ブレンデン（2001年〈平成13年〉設立）の子会社として設立。2010年（平成22年）、ブレンデンを吸収合併し、F2 division（フロスツゥー本体）とblenden division（旧ブレンデン）に所属タレントを擁する形態となった。
blenden divisionでは、旧ブレンデン時代より少女向けファッション誌『セブンティーン』『ニコラ』『ピチレモン』などのモデルとして活動する10代の女性モデルを主に扱っている。
関連会社にかつて広末涼子が所属していた有限会社フロスがある。

## 所属タレント

### F2 division
- 赤谷奈緒子
- 日下愛子
- 智川れいさ
- 西山ハイサ
- 康喜弼

### blenden division
- 岡安夏菜
- 野村かれん
- 近藤那央
- 尾崎ありさ
- 文野瑞希
- 小林璃子
- 山本愛
- スティエンヌ梨紗

## 過去の所属タレント

### F2 division
- 安藤輪子
- 前田亜美（元AKB48、AKS→フリー→オスカープロモーションへ移籍）
- 矢野未希子

### blenden division
旧ブレンデンに所属していた者も含む。
- しらたひさこ
- 加藤美佳（現：我謝レイラニ）
- 榎本亜弥子
- 奥村亜耶
- 大寺祐恵
- 関綾乃
- 御前美帆
- 斉藤友以乃（現：友稀サナ）
- 小林涼子（ヒラタオフィスを経てステッカー所属）
- 竹内美宥（AKB48チームB、AKS→オー・エンタープライズへ移籍）
- 蜂谷晏海
- 宇野綾菜
- 倉内沙莉
- 井口栞里（SKE48チームKII、ピタゴラス・プロモーション→AKSへ移籍）
- 佐藤麻奈
- 関千紘
- 楓（現：松永愛子）（関連会社・フロスへ移籍）
- 麗嘉（関連会社・フロスへ移籍）
- 臼井愛佳
- 伊藤万理華（元：乃木坂46、加入前に所属）
- 伏見心
- MICHIDA
- 辻森瑞生
- 白坂奈々（A-Lightへ移籍）